# Розови четива
Розовите четива (на испански: novela rosa; на италиански: romanzo rosa или тип издания Арлекин) са произведения, насочени към широк невзискателен кръг читателки (те са най-често предназначени за жени, особено и момичета), в която се описват любовни и сексуални отношения между героите заедно с всички съпровождащи усложнения и перипетии. В някои случаи именно множеството проблеми и далеч не безметежната любов между действащите лица правят тези произведения интригуващи. Те акцентират върху предизвикване на противоречиви, но дълбоки и най-често положителни емоции у читателя. Като цяло те са най-често срещаната булевардна литература.